# 赤琥珀螺
赤琥珀螺（学名：Succinea erythrophana），为琥铂螺科琥珀螺属的动物，是中国的特有物种。分布于上海、江苏、湖南、江西、广东、广西、四川、湖北、北京、河北、山西、陕西等地，生活环境为陆地，多栖息于溪河边潮湿的草丛中、潮湿的墙角下、石块树叶下以及乱石堆中。